# Stortrappe
Stortrappe (Otis tarda) er en stor og tung fugl i ordenen trapper som placeres i sin egen slægt Otis.

## Udseende
Stortrappen er en stor og tung fugl. Hoved og hals er lysegrå. Ryg og skuldre er tværvatrede i sort og rustgult og svingfjerene er hvide med sortbrune spidser. Hannen, som er over en meter lang, bærer ved næbroden en slags moustache af lange fjer. Den betydeligt mindre hun savner denne prydelse. Stortrappen er en af verdens tungeste flyvende fugle. Hannen kan have et vingefang på 240 cm og veje op til 19 kg.

## Udbredelse og systematik
Stortrappen forekommer i det sydlige og centrale Europa og i dele af Asien. Arten opdeles i to underarter:
- Otis tarda tarda – forekommer i det sydlige Palæarktis
- Otis tarda dybowskii – forekommer fra det sydøstlige Rusland til Mongoliet og det nordøstlige Kina.

### Forekomst i Storbritannien
I Storbritannien påbegyndtes i 2004 en genudsætning af stortrappen, hvilket i 2009 ledte til den første vellykkede ynglen i landet siden 1832.

### Forekomst i Sverige
I Sverige ynglede den årligt i 1850-erne på sandede jorde ved Åhus og Ljungby i Skåne og Småland og i 1780-erne og 1790-erne også på Skanörs ljung og Cimmeredmarken udenfor Trelleborg, samt flere andre steder. Ved slutningen af 1850-erne var arten dog sjælden på de to sidste kendte ynglepladser, det vil sige Åhus og Ljungby og de sidste forsvandt i 1860-erne. I 1900-tallet er den observeret på Öland, i Skåne og på Västgötaslätten syd for Vänern i Västergötland i alt omkring ti gange, senest i 1979 i Halland. Den geografisk nærmeste stabile bestand findes i dag på heder nord for Berlin.

### Forekomst i Danmark
Der er dokumenteret et enkelt ynglefund fra Danmark ved Horsens i 1860, hvor en hun blev fanget på reden med æg og sendt til Zoologisk Have. Siden er den kun kendt som strejfgæst. I 1900-tallet, indtil 1950, er arten observeret 14 gange, bl.a. på Mandø, Falster, Sejrø, Langeland, Sydsjælland og Bornholm. Siden 1950 er blot otte fugle set på endagsbesøg i landet, senest i 1970'erne.

## Levevis
Stortrappen lever og yngler på åbne sletter, agerjorde, heder og stepper. Hannens spil er spektakulært, blandt andet vender han "ud og ind" på fjerdragten. Hunnen lægger tre olivengrå, brunplettede æg i en fordybning i jorden. Stortrappen er sky og forsigtig samt opholder sig altid i åbne områder, langt fra mennesker. Den trives ikke i snerige vintre eftersom den så er nødt til at trække til andre områder for at finde føde.

## Status
Den internationale naturbeskyttelsesorganisation IUCN kategoriserer arten som sårbar. Verdenspopulationen blev i 2014 vurderet til at være mellem 44.000 og 57.000 individer. Desuden er den i kraftig tilbagegang på grund af jagt, pesticider i landbruget og tab af levesteder.